# نيكولاس بينيمان
نيكولاس بينيمان (1 يناير 1809 – 30 ديسمبر 1860) (تنطق بالهولندية: [ˈniko:la:s ˈpinəˌmɑn] رسام، جامع لوحات فنية، حفار، ونحات هولندي. ولد في آمرسفورت في المملكة الهولندية. وكان ابن الرسام يان فيليم بينيمان.
درس على يد والده وأيضاً الأكاديمية الملكية للفنون بأمستردام وكان تلميذاً ليون بابتيسيتا مادو.

## أعمال

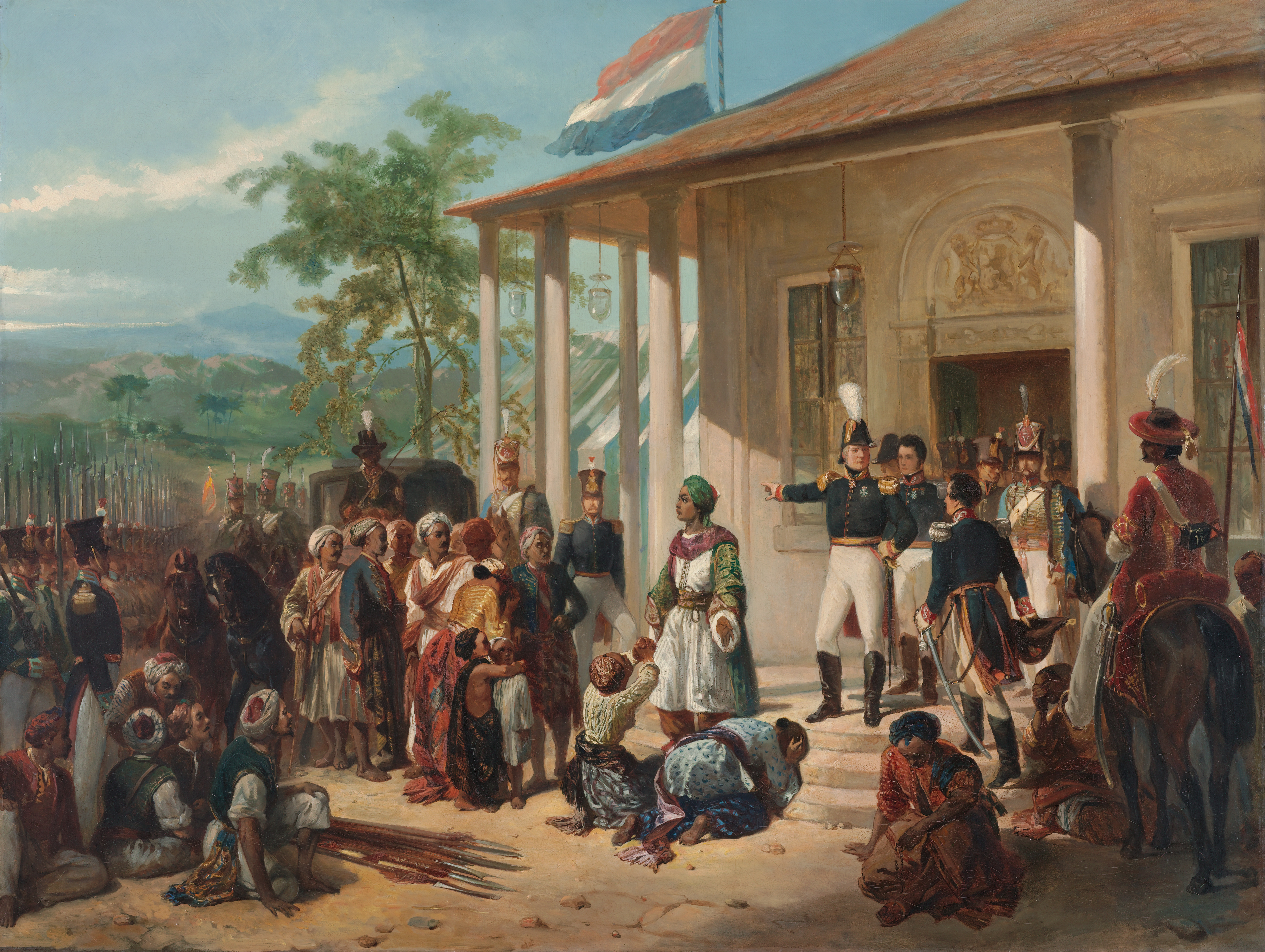
استسلام الأمير ديبونيجورو للجنرال هيندريك مريكوس دي كوك نهاية حرب جاوة (ق. 1830–1835)
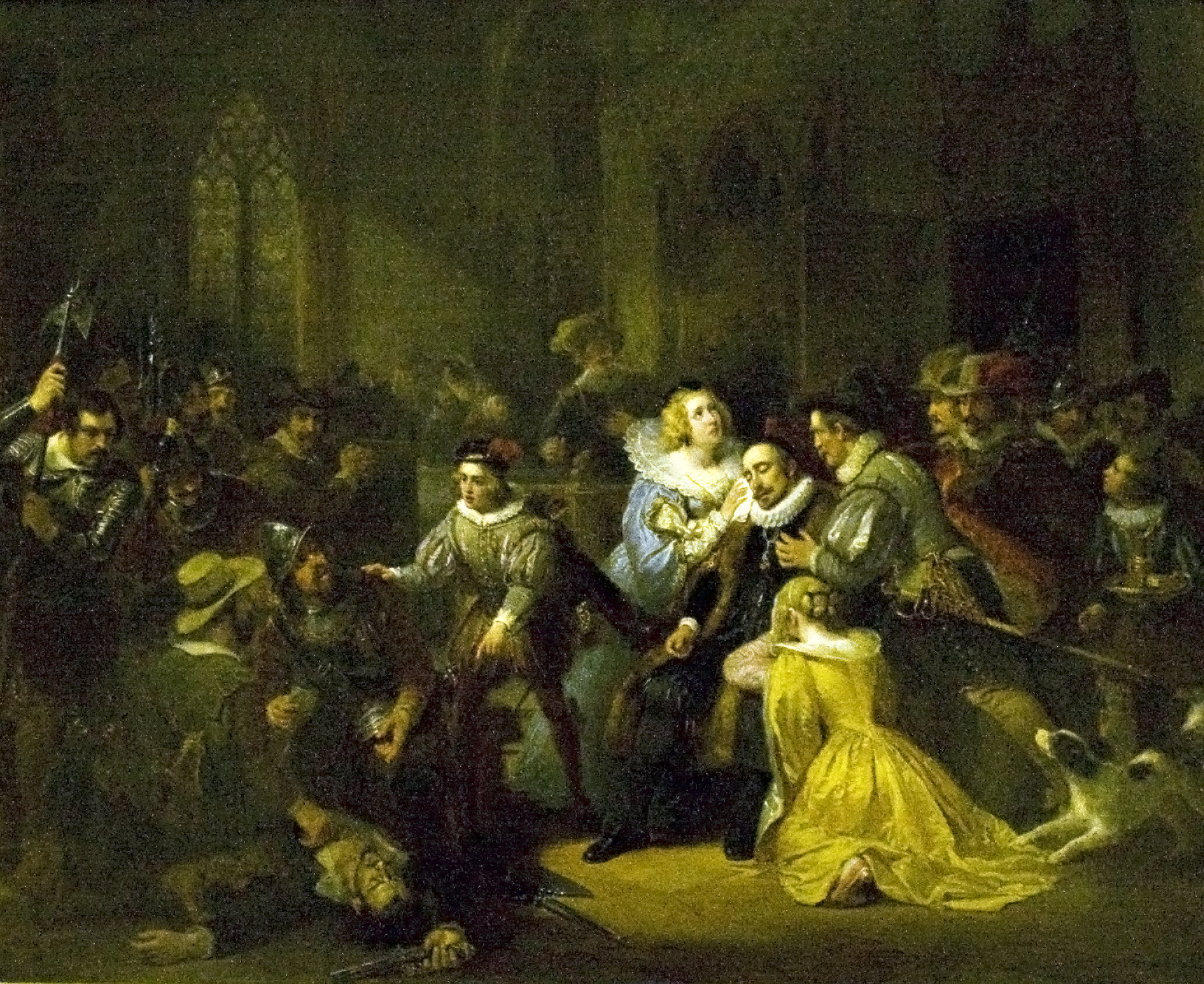
محاولة قتل ضد ويليام الصامت في 1582 (1838)
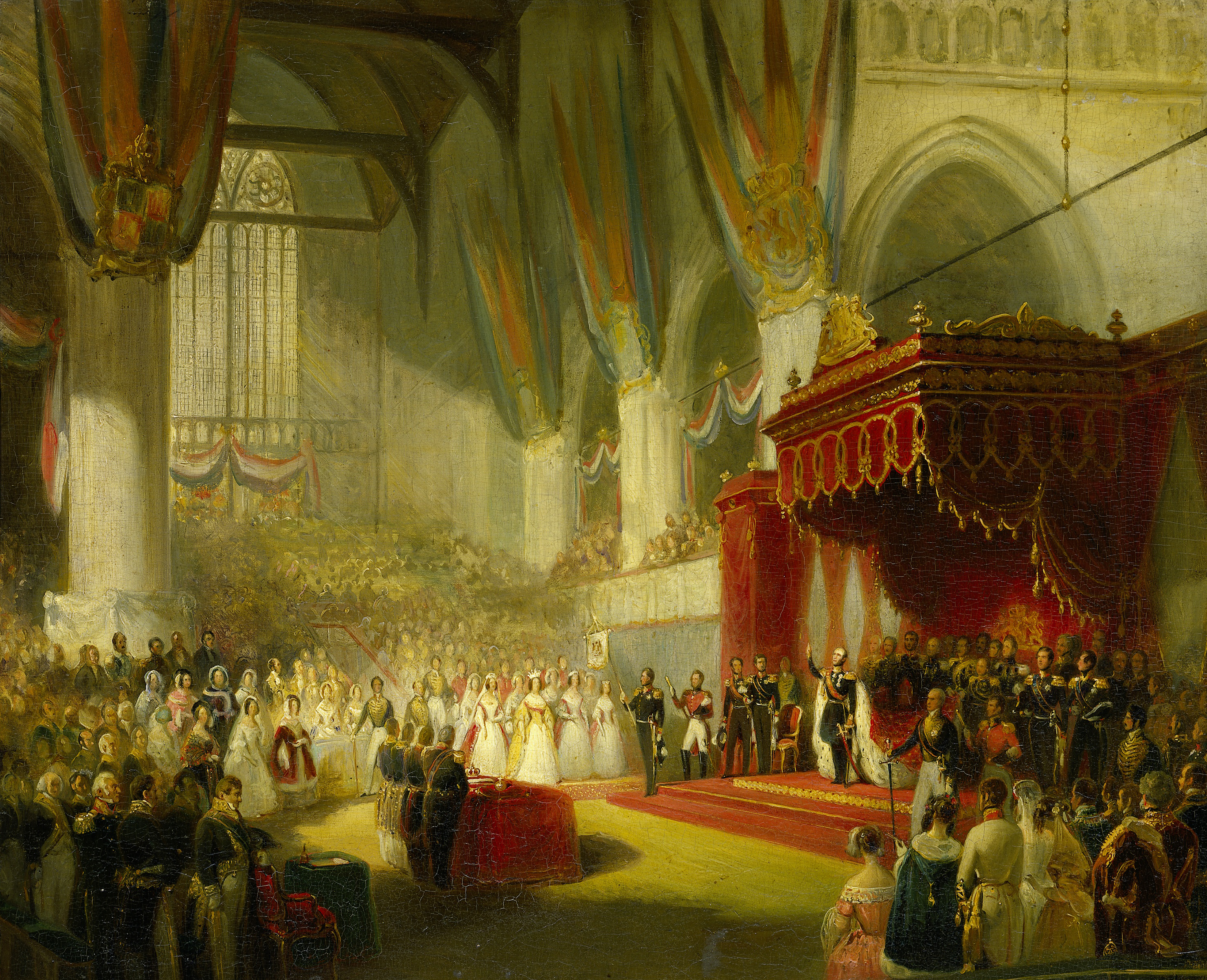
تنصيب الملك فيلم الثاني في نيواكيرك بأمستردام في 28 نوفمبر 1840 (1840–1845)
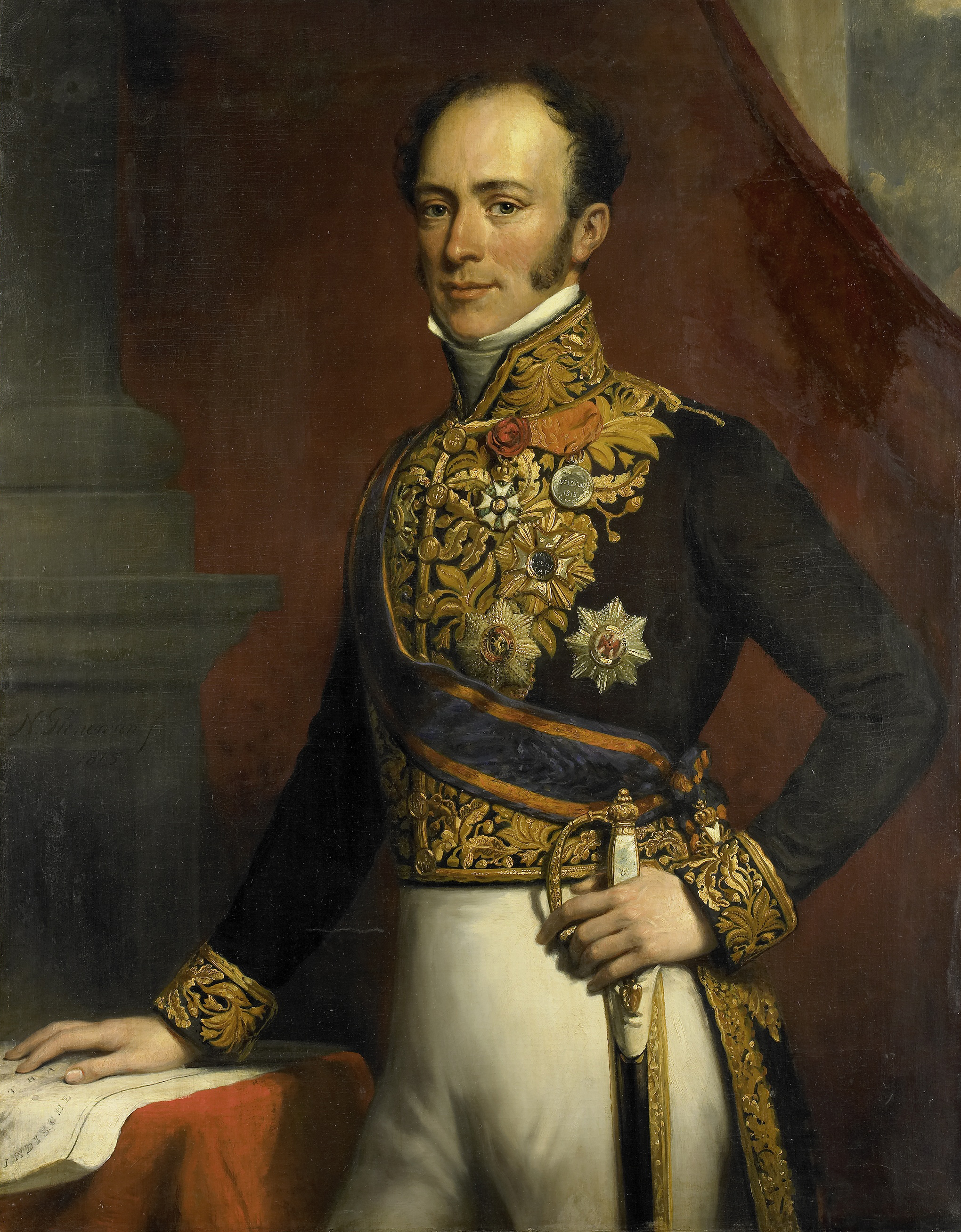
صورة شخصية لJan Jacob Rochussen، الحاكم العام للهند الشرقية الهولندية (1845)
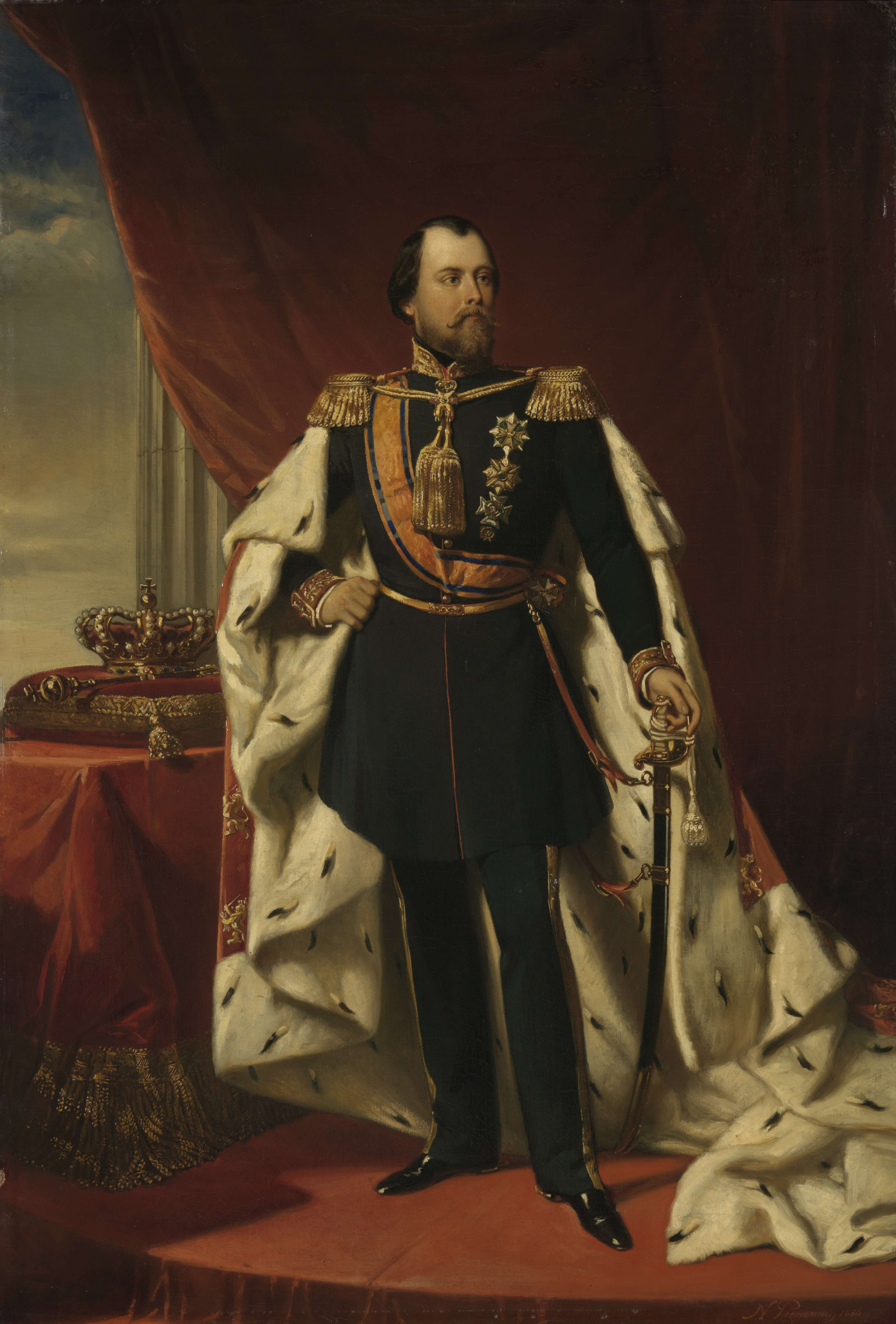
صورة شخصية لفيلم الثالث ملك هولندا، ملك هولندا (1856)
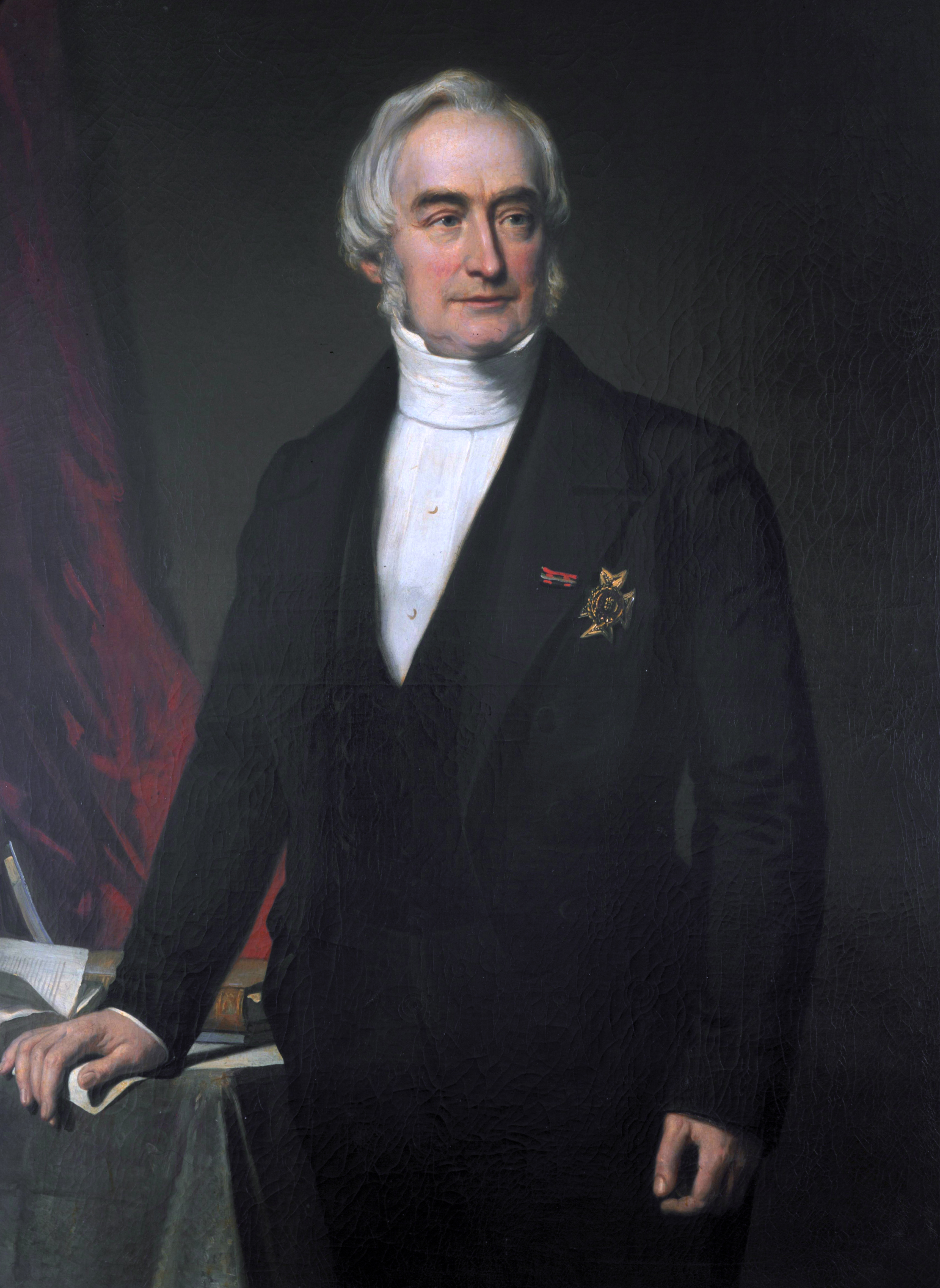
صورة شخصية Johannes Bosscha (1857
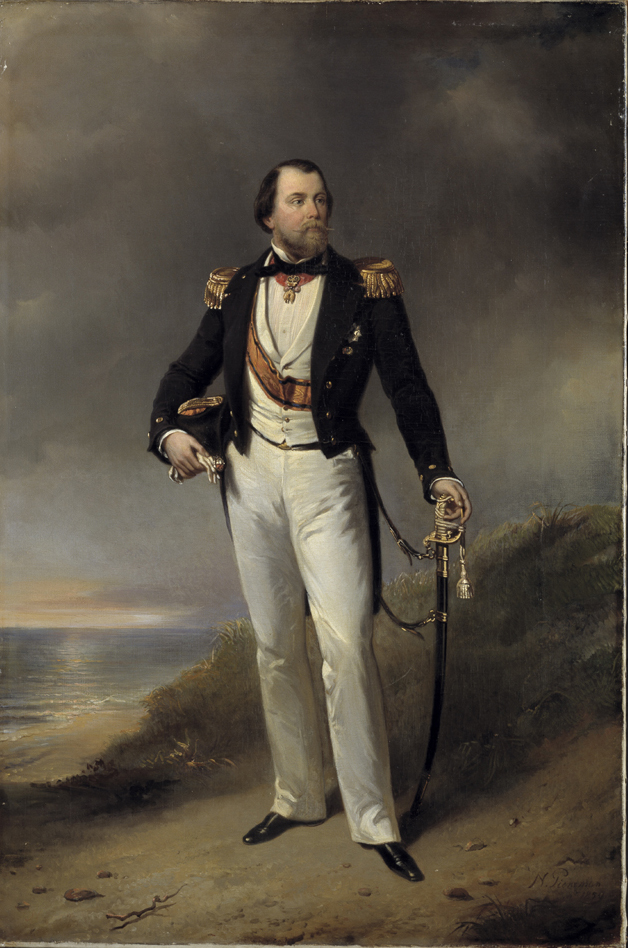
صورة شخصية لفيلم الثالث ملك هولندا (1859)
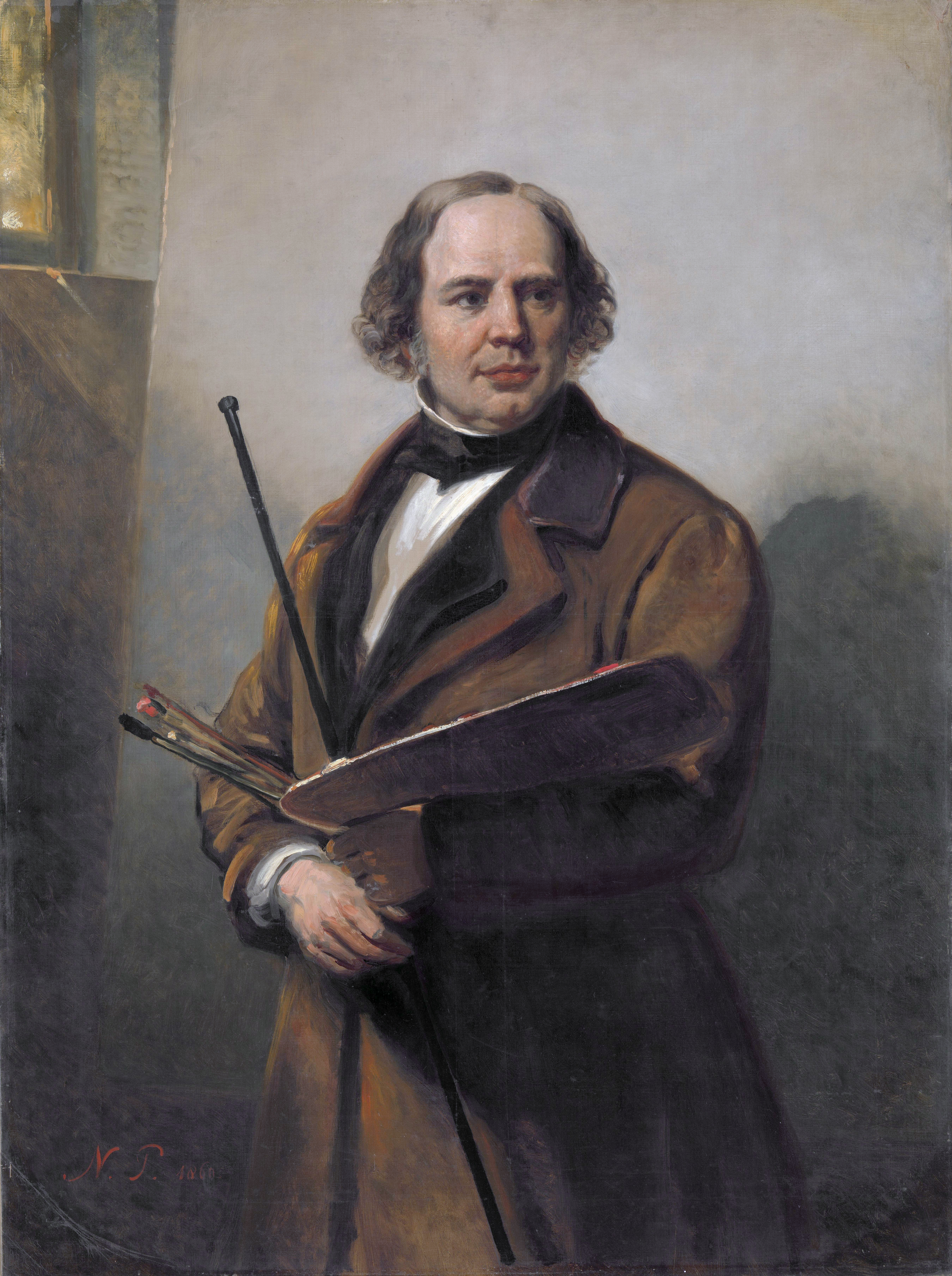
صورة شخصية لJan Willem Pieneman، رسام، والد نيوكلاس بينيمان (1860)